# ۱۹ ارابه‌ران
۱۹ ارابه‌ران یک ستاره است که در صورت فلکی ارابه‌ران قرار دارد.